# 吸血鬼 (1967年の映画)
『吸血鬼』（The Fearless Vampire Killers、原題: Dance of the Vampires）は、ロマン・ポランスキー監督、ジェラール・ブラッシュ脚本の、1967年に公開されたホラー映画のパロディである喜劇映画である。
後にミュージカル（ウィーンでの制作のため、原題はドイツ語で『Tanz der Vampire』である。日本では『ダンス・オブ・ヴァンパイア』として東宝により上演）も制作された。
1969年9月14日、日本でMGM系列で公開された劇場版（及びそのフィルムを使用したTV放送版）のOPは、アメリカ公開版と同様な吸血鬼が登場するアニメーションだったが、現在発売されているDVDでは、イギリス公開版と同様で変更されている。

## あらすじ
アブロンシウス教授とその弟子アルフレッドは、吸血鬼を追ってトランシルヴァニアにある小さな町に来た。教授とともに町の宿屋に泊まったアルフレッドは、宿屋の主人ヨイン・シャガールの娘、サラに好意を抱く。その矢先、サラはクロロック伯爵という名の吸血鬼にさらわれてしまう。また、ヨインと宿屋の女中・マグダもクロロックの毒牙にかかる。
アルフレッドは、教授と共に雪の上に残された足跡をたどり、雪に覆われた丘の隣にある伯爵の住む城に乗り込む。城には伯爵の息子である同性愛者ハーバートもおり、アルフレッドは危うく彼に襲われそうになる。
そして、伯爵がサラを花嫁にすべく開いた舞踏会にて、大勢の吸血鬼が詰めかける。教授とアルフレッドは舞踏会に乗り込み、サラを救出するが、帰る途中でサラはアルフレッドに噛み付く。しかし、教授がこの異変に気付かなかったので、世界に吸血鬼がはびこることになってしまった。

## キャスト
| 役名                           | 俳優                   | 日本語吹替                     |
| 役名                           | 俳優                   | 東京12ch版                     |
| ------------------------------ | ---------------------- | ------------------------------ |
| アブロンシウス教授             | ジャック・マッゴーラン | 立岡晃                         |
| アルフレッド                   | ロマン・ポランスキー   | 青野武                         |
| サラ・シャガール               | シャロン・テート       | 上田みゆき                     |
| ヨイン・シャガール             | アルフィー・バス       | 滝口順平                       |
| クロロック伯爵                 | ファーディ・メイン     | 高塔正康                       |
| レベッカ・シャガール           | ジェシー・ロビン       | 遠藤晴                         |
| ヘルベルト・フォン・クロロック | イアン・カリエ         | 納谷六朗                       |
| コウコル                       | テリー・ダウンス       | 肝付兼太                       |
| マクダ                         | フィオナ・ルイス       |                                |
| ナレーション                   | ロマン・ポランスキー   | 千葉耕市                       |
|                                |                        |                                |
| 演出                           | 演出                   | 斯波重治                       |
| 翻訳                           | 翻訳                   | 安西香織                       |
| 効果                           |                        |                                |
| 調整                           |                        |                                |
| 制作                           | 制作                   | オムニバスプロモーション       |
| 解説                           | 解説                   | 芥川也寸志                     |
| 初回放送                       | 初回放送               | 1973年1月18日 『木曜洋画劇場』 |